# Knutwil
Knutwil est une commune suisse du canton de Lucerne, située dans l'arrondissement électoral de Sursee.

## Histoire

Vue aérienne (1953)

Des bains aux eaux ferrugineuses furent exploités à Knutwil Bad.

## Transports
Ligne ferroviaire CFF Olten-Lucerne, à 28 km de Lucerne et à 29 km d’Olten

## Monuments et curiosités
L'église paroissiale Saint-Etienne et Saint-Bartholomée a été construite entre 1821 et 1826 par Josef Singer. Cette église à trois nefs de style néo-classique s'inspire des modèles français.